# Tinkalla, disco volante
Tinkalla, disco volante, sottotitolato Fiaba meravigliosa (in lingua tedesca Fröhlicher Spuk vom anderen Stern) è un romanzo per ragazzi di Cili Vethekam del 1964.
Il romanzo è stato pubblicato in italiano da Bietti nel 1967.

## Trama
Un gruppo di ragazzini incontra un piccolo disco volante perduto lontano da casa. Da qui seguono piccoli episodi bizzarri ma sostanzialmente innocui. La storia è narrata in prima persona da uno di loro.